# Torpilleur No 3
Le torpilleur N° 3 fait partie des 7 torpilleurs du programme de 1876 de la marine française.
Lors des essais (décembre 1876 - juillet 1877), il manque d'être rebuté car il n'atteint qu'une vitesse de 12,32 nœuds mais est reconnu comme très « marin ».

## Carrière
Il fut utilisé pour effectuer les essais du premier tube lance-torpilles pour lancement aérien à air comprimé. En mars 1883, il est reclassé en « aviso de flottille » et baptisé Chevrette. En février 1885, il est classé « bâtiment de servitude » et sert aux essais de chauffe au pétrole. Il sera enfin employé comme remorqueur à Cherbourg jusqu'en 1887.